# Franco Brocani
Franco Brocani (* 10. September 1938 in Murazzano, Provinz Cuneo; † 14. September 2023) war ein italienischer Filmregisseur und Drehbuchautor.

## Leben
Nach Abschluss am Centro Sperimentale di Cinematografia im Fach Regie drehte Brocani zunächst einige Kurzfilme und war Regieassistent bei Pier Paolo Pasolini. Daneben spielte er 1968 und im Folgejahr eine Handvoll Rollen als Schauspieler. 1970 debütierte er mit seinem Spielfilm Necropolis, der heute Kultstatus genießt. Danach wandte er sich – neben dem Verfassen von zwei Drehbüchern – hauptsächlich der Malerei zu und richtete seine Aufmerksamkeit bei seinen zwei zu Beginn der 1980er Jahre entstandenen Filmen auch auf die optische Komponente. Erst im neuen Jahrtausend drehte er zwei weitere Spielfilme.
2009 entstand eine Kurzdokumentation über Brocani, Franco Brocani - Cuore meccanico in corpo anonimo.

## Filmografie (Auswahl)
- 1970: Necropolis